# Spelmanstävlingen i Uppsala 1912

Deltagare i spelmanstävlingen 1912.

Spelmanstävling i Uppsala 1912, var en spelmanstävling i Uppsala.

## Historik
Spelmanstävlingen i Uppsala 1912 var en del av Upplandstinget. Prisutdelningen förrättades av professor Axel Erdmann.

## Pristagare

### Fiol
| Pris       | Namn               | Kommentar | Prissumma  |
| ---------- | ------------------ | --------- | ---------- |
| Förstapris | Gustav Jernberg    |           |            |
| Andrapris  | Vilhelm Gelotte    |           |            |
| Tredjepris | August Bohlin      |           |            |
| Tredjepris | J. F. Kullander    |           |            |
| Fjärdepris | F. A. E. Engvall   |           |            |
| Fjärdepris | Klas Löf           |           |            |
| Hederspris | Per Persson Menlös |           | 15 kronor. |

### Minderåriga spelmän
| Pris       | Namn                  | Kommentar | Prissumma |
| ---------- | --------------------- | --------- | --------- |
| Förstapris | Karl Martin Bergström |           |           |
| Andrapris  | H. Erlandsson         |           |           |

### Nyckelharpa
| Pris       | Namn          | Kommentar | Prissumma              |
| ---------- | ------------- | --------- | ---------------------- |
| Förstapris | Janne Bolin   |           | Pokal av Mats Wesslén. |
| Andrapris  | A. G. Jansson |           |                        |
| Tredjepris | A. Holmgren   |           |                        |
| Tredjepris | P. G. Bodin   |           |                        |
| Tredjepris | A. G. Englund |           |                        |

### Klarinett
| Pris       | Namn             | Kommentar | Prissumma |
| ---------- | ---------------- | --------- | --------- |
| Förstapris | A. F. Frank      |           |           |
| Andrapris  | E. A. S. Sellin  |           |           |
| Tredjepris | S. A. E. Engvall |           | 8 kronor. |

### Samspel
| Pris       | Namn                                | Kommentar | Prissumma |
| ---------- | ----------------------------------- | --------- | --------- |
| Förstapris | Johan Schedin och Helena Schedin    |           |           |
| Andrapris  | Vilhelm Gelotte och J. O. Olsson    |           |           |
| Tredjepris | E. G. Johansson och Henry Johansson |           |           |
| Tredjepris | R. Jansson och Anton Sundelius      |           |           |

### Psalmodikon
| Pris       | Namn            | Kommentar | Prissumma |
| ---------- | --------------- | --------- | --------- |
| Förstapris | August Eriksson |           |           |